# ルラシドン
ルラシドン（英語: Lurasidone）は、大日本住友製薬が開発した非定型抗精神病薬である。商品名はラツーダ (Latuda)。
ルラシドンはドパミンD2受容体、セロトニン5-HT2A受容体、セロトニン5-HT7受容体を遮断し、セロトニン5-HT1A受容体には部分作動性を持つ。ヒスタミン受容体とムスカリン受容体に対しては作用しない。従来の非定型抗精神病薬よりも錐体外路症状を引き起こさないとされる。
一般的な副作用には、アカシジア、静坐不能、ジスキネジア、疼痛、脱力、痒み、血管浮腫、顔面腫脹などがある。重篤な副作用には遅発性ジスキネジー、ならびに神経弛緩薬性悪性症候群、自殺リスクの増加、遅発性ジスキネジア、口周部不随意運動、不随意運動、血管浮腫、および高血糖などが含まれる可能性がある。 
海外での臨床では主に眠気、運動障害、吐き気、下痢が報告されている。また、認知症の結果として精神病を患っている高齢者では死亡リスクが高まる可能性があり、妊娠中の使用は安全性は不明確である。

## 承認状況
第二世代抗精神病薬に分類される。アメリカ合衆国では、2010年10月に販売許可を取得した後、2012年6月にカナダで、2013年8月にスイスで承認を取得した他、欧州連合では2014年2月に欧州医薬品評価委員会（CHMP）から承認を推奨する旨の審査結果が提出され、2014年3月21日、 欧州医薬品庁（EMA）の販売許可を取得した。
2014年にオーストラリア、2016年に中華民国、ロシア、シンガポール、タイ王国および香港、2017年にブラジルおよびUAE、2018年にマカオおよびベネズエラ、2019年に中華人民共和国、2020年に日本で販売承認された。
双極Ⅰ型障害うつに対する適応追加の承認を、2013年に米国、2014年にカナダ、2017年にロシア、ブラジルおよび台湾で取得した。

## 日本での販売
日本での承認申請を目的に、第III相臨床試験（PASTEL試験）が実施された。439名の患者をルラシドン40mg/日、80mg/日、偽薬群の3群に無作為に割り付けて6週間投与した結果、主要評価項目陽性・陰性症状評価尺度（PANSS：Positive and Negative Syndrome Scale）の変化量は偽薬（-13.1）に対して改善傾向を示した（40mg：-17.9、80mg：-17.3）が、統計学的有意差は認められなかった。ただし、解析母集団（modified ITT）をITT（n=450）に変更すると、有意差が認められた（40mg/日投与群：-17.7、80mg/日投与群：-16.8、偽薬投与群：-11.9）。なお、副次的評価項目の臨床全般印象評価尺度－重症度（CGI-S：Clinical Global Impressions-Severity of Illness scale）については有意差は付いていない。
2019年7月31日、大日本住友製薬は製造販売を厚生労働省に承認申請したと発表した。
2020年3月25日、大日本住友製薬は、3月25日付で日本において「統合失調症」および「双極性障害におけるうつ症状の改善」を適応症として、厚生労働省の製造販売承認を取得し、5月20日に薬価収載され、6月11日に販売開始した。